# Viață lentă
„Viață lentă” (în engleză „Slow Life”) este o nuveletă științifico-fantastică a scriitorului american Michael Swanwick, publicată inițial în numărul din decembrie 2002 al revistei Analog Science Fiction. A câștigat premiul Hugo pentru cea mai bună nuveletă în anul 2003. 
Povestirea are loc pe satelitul Titan. Autorul a scris: „Mi-a plăcut Titan în mod special pentru că se știau multe despre chimia și geografia lui, dar majoritatea oamenilor nu erau familiarizați cu aceste lucruri, așa că o povestire care are loc acolo s-ar simți proaspătă”. 

## Rezumat
Primii exploratori de pe Titan au descoperit că oceanul este o ciudată supă chimică. Pare să nu existe viață în ea până când unul dintre membrii expediției începe să creadă că ceva îi vorbește prin vise. 

## Vezi și
- 2002 în științifico-fantastic